# Compsophis boulengeri
Compsophis boulengeri är en ormart som beskrevs av Peracca 1892. Compsophis boulengeri ingår i släktet Compsophis och familjen snokar.
Inga underarter finns listade i Catalogue of Life.
Artens utbredningsområde är Madagaskar. Den förekommer främst vid öns östra sida och en liten avskild population lever på norra Madagaskar. Habitatet utgörs av fuktiga skogar och av landskap nära vattenansamlingar som tidvis översvämmas.
Beståndet hotas av skogsavverkningar. På östra Madagaskar inrättades olika skyddszoner. Compsophis boulengeri är fortfarande vanligt förekommande. IUCN kategoriserar arten globalt som livskraftig.